# St. Louis Bombers
A St. Louis Bombers egy profi kosárlabdacsapat volt a National Basketball Associationben (NBA) 1946 és 1950 között.

## Története
A St. Louis Bombers eredetileg a Basketball Association of America ligában játszott 1946-tól. 
Mikor a BAA egyesült a National Basketball League-gel (NBL) 1949-ben, megalapították a National Basketball Association-t (NBA) és a Bombers is csatlakozott a bajnoksághoz.
A Bombers egyike volt azon hét csapatnak, akik két éven belül elhagyták az NBA-t: az Anderson Packers, a Sheboygan Red Skins és a Waterloo Hawks az NBPL-ben folytatta, míg a Chicago Stags, a Denver Nuggets és a St. Louis Bombers megszűnt. Az 1950–1951-es szezon közben a Washington Capitols is megszűnt, ezzel csak 10 csapat maradt az NBA-ben.
Az NBA 1955-ben visszatért Saint Louisba, mikor a Milwaukee Hawks a St. Louis Hawks lett.

## Aréna
A Bombers otthona a St. Louis Arena volt, amelyet 1999-ben bontottak le.

## Fontosabb játékosok

### Naismith Basketball Hall of Fame
| St. Louis Bombers Hall of Fame | St. Louis Bombers Hall of Fame | St. Louis Bombers Hall of Fame | St. Louis Bombers Hall of Fame | St. Louis Bombers Hall of Fame |
| Játékosok                      | Játékosok                      | Játékosok                      | Játékosok                      | Játékosok                      |
| #                              | Név                            | Poszt                          | Időszak                        | Beiktatva                      |
| ------------------------------ | ------------------------------ | ------------------------------ | ------------------------------ | ------------------------------ |
| 50                             | Ed Macauley                    | C/F                            | 1949–1950                      | 1960                           |
| Edzők                          |                                |                                |                                |                                |
| Név                            | Név                            | Poszt                          | Időszak                        | Beiktatva                      |
| Ken Loeffler                   | Ken Loeffler                   | Vezetőedző                     | 1946-1948                      | 1964                           |

## Szezonok
| BAA/NBA bajnok | Csoportgyőztes | Rájátszásba jutott |

| Szezon                   | Liga                     | Csoport                  | Helyezés                 | Gy  | V   | Gy%  | GB                                      | Rájátszás                                   | Díjak                                   | For.                                    |
| ------------------------ | ------------------------ | ------------------------ | ------------------------ | --- | --- | ---- | --------------------------------------- | ------------------------------------------- | --------------------------------------- | --------------------------------------- |
| 1946–47                  | BAA                      | Nyugati                  | 2.                       | 38  | 23  | .623 | 1                                       | Elvesztette az első fordulót (Warriors) 1–2 |                                         | [ 3 ]                                   |
| 1947–48                  | BAA                      | Nyugati                  | 1.                       | 29  | 19  | .604 | —                                       | Elvesztette az elődöntőt (Warriors) 3–4     |                                         | [ 4 ]                                   |
| 1948–49                  | BAA                      | Nyugati                  | 2.                       | 29  | 31  | .483 | 16                                      | Elvesztette a csoportelődöntőt (Royals) 0–2 |                                         | [ 5 ]                                   |
| 1949–50                  | NBA                      | Központi                 | 5.                       | 26  | 42  | .382 | 25                                      |                                             |                                         | [ 6 ]                                   |
| Alapszakasz teljesítmény | Alapszakasz teljesítmény | Alapszakasz teljesítmény | Alapszakasz teljesítmény | 122 | 115 | .515 | 1946–1950                               | 1946–1950                                   | 1946–1950                               | 1946–1950                               |
| Rájátszás teljesítmény   | Rájátszás teljesítmény   | Rájátszás teljesítmény   | Rájátszás teljesítmény   | 4   | 8   | .333 | Rájátszás teljesítmény (sorozatok): 0–3 | Rájátszás teljesítmény (sorozatok): 0–3     | Rájátszás teljesítmény (sorozatok): 0–3 | Rájátszás teljesítmény (sorozatok): 0–3 |